# Liste von Klassik-Interpreten

## Blechbläser
Horn
- siehe Liste von Hornisten

Trompete
- siehe auch: Liste von Trompetern

## Chöre
- siehe Liste von Chören

## Dirigenten
- siehe Liste von Dirigenten

## Holzbläser
Flöte
- siehe Liste von Flötisten

Oboe
- siehe Liste bekannter Oboisten

Klarinette
- siehe Liste von Klarinettisten

Saxophon
- siehe Liste von Saxophonisten

Fagott
- siehe Liste von Fagottisten

## Orchester
- siehe Liste von Orchestern

## Sängerinnen und Sänger
- siehe Liste von Sängerinnen und Sängern klassischer Musik

## Streicher
Violine
- siehe Liste von Violinisten

Bratsche
- siehe Liste von Bratschisten

Violoncello
- siehe Liste von Cellisten

Kontrabass
- siehe Liste klassischer Kontrabassisten

## Tasteninstrumente
Cembalisten
- siehe Liste von Cembalisten

Organisten
- siehe Liste von Organisten

Pianisten
- siehe Liste klassischer Pianisten
- sowie Historisch-systematische Liste klassischer Pianisten

## Zupfinstrumente
Gitarristen
- siehe Liste klassischer Gitarristen

Harfenisten
- siehe Kategorie: Klassischer Harfenist

Mandolinisten
- siehe Liste klassischer Mandolinisten

Zitherspieler
- siehe Liste bekannter Zitherspieler

## Sonstiges
Liste von Barockinterpreten